# 房室結節回帰性頻拍
房室結節回帰性頻脈（ぼうしつけっせつかいきせいひんみゃく、または房室結節リエントリー性頻拍、英: AV-nodal reentrant tachycardia、AVNRT）は、異常に速い心拍の一種である。症状には、動悸、首の強い拍動、立ちくらみ、息切れ、排尿の増加、胸の不快感などがあげられる。一般的に発症は突発的である。既存の冠状動脈疾患がある人は心臓発作などの合併症を発症する場合がある。
房室結節回帰性頻脈は、一般的に根底にある心臓病とは関係がない。根本的な機序は、異なる速度で伝導する房室（AV）結節の2つの経路が関与すると考えられている。診断は、心電図（ECG）から読まれる通常心拍数が毎分140〜280拍でありQRS群が狭いことから確定される。P波は、QRS群内で発生するため可視できないのが一般的である。
治療は、迷走神経刺激、投薬、電気的除細動である。使用される医薬品には、アデノシンまたはジルチアゼムが含まれる。電気的除細動において初回に推奨される電力量は50〜100ジュールである。頻繁に起こる発作の場合は、高周波アブレーションで治療することができる。この治療法の選択支がない場合は、長期間のベータ遮断薬またはジルチアゼムの投薬がおこなわれる。治療の効果は一般的に良好とされる。
房室結節回帰性頻脈は、発作性上室性頻脈（SVT）の症例の約60％を占める。発症のほとんどは14〜50歳の人にみられる。女性は男性の2倍の頻度で影響を受ける。房室結節回帰性頻脈の根本的な機序は、1973年にDenesによって最初に説明された。